# Beskiden-Tour 2018
Die 2. Beskiden-Tour 2018 war eine Reihe von Skisprungwettkämpfen, die als Teil des Skisprung-Continental-Cups 2018/19 zwischen dem 17. und 19. August 2018 stattfand. Die Wettkämpfe wurden in Polen (Skalite-Schanzen in Szczyrk, Malinka in Wisła) und Tschechien (Areal Horečky in Frenštát pod Radhoštěm) ausgetragen.
Gesamtsieger der Tour wurde der Österreicher Philipp Aschenwald, der auch zwei der drei Wettbewerbe für sich entscheiden konnte, vor dem Tschechen Lukáš Hlava und Žak Mogel aus Slowenien.

## Übersicht
| Datum              | Austragungsort         | Schanze                 | Bemerkung          | Sieger             | Zweiter              | Dritter            |
| ------------------ | ---------------------- | ----------------------- | ------------------ | ------------------ | -------------------- | ------------------ |
| 17. August 2018    | Szczyrk                | Skalite-Schanzen HS 106 |                    | Philipp Aschenwald | Ilmir Chasetdinow    | Lukáš Hlava        |
| 18. August 2018    | Wisła                  | Malinka HS 134          |                    | Philipp Aschenwald | Aleksander Zniszczoł | Žak Mogel          |
| 19. August 2018    | Frenštát pod Radhoštěm | Areal Horečky HS 106    |                    | Lukáš Hlava        | Florian Altenburger  | Philipp Aschenwald |
| Tour-Gesamtwertung | Tour-Gesamtwertung     | Tour-Gesamtwertung      | Tour-Gesamtwertung | Philipp Aschenwald | Lukáš Hlava          | Žak Mogel          |

## Gesamtwertung
| Rang | Name                    | Punkte |
| ---- | ----------------------- | ------ |
| 01.  | Philipp Aschenwald      | 795,6  |
| 02.  | Lukáš Hlava             | 758,7  |
| 03.  | Žak Mogel               | 747,5  |
| 04.  | Aleksander Zniszczoł    | 742,8  |
| 05.  | Ilmir Chasetdinow       | 731,1  |
| 06.  | Przemysław Kantyka      | 730,4  |
| 07.  | Andreas Granerud Buskum | 723,1  |
| 08.  | Rok Justin              | 722,0  |
| 09.  | Philipp Raimund         | 717,8  |
| 10.  | Fabian Seidl            | 716,3  |
| 11.  | Markus Schiffner        | 714,9  |
| 12.  | Florian Altenburger     | 712,9  |
| 13.  | Eetu Nousiainen         | 710,1  |
| 14.  | Maximilian Steiner      | 700,1  |
| 15.  | Luca Roth               | 683,5  |
|      |                         |        |
| 17.  | Thomas Lackner          | 587,2  |
| 20.  | Andreas Schuler         | 582,0  |
| 21.  | Julian Hahn             | 579,7  |
| 25.  | Cedrik Weigel           | 560,3  |
| 28.  | Sandro Hauswirth        | 556,4  |
| 32.  | Max Goller              | 472,1  |
| 34.  | Thomas Hofer            | 463,0  |
| 37.  | Dominik Peter           | 439,4  |
| 47.  | Kilian Märkl            | 303,2  |